# Niers
El río Niers es un curso de agua de 116 km que nace en la localidad alemana de Erkelenz y entrega sus aguas al río Mosa en Gennep, Países Bajos. Del curso total, solo los últimos 8 km están en el territorio neerlandés.

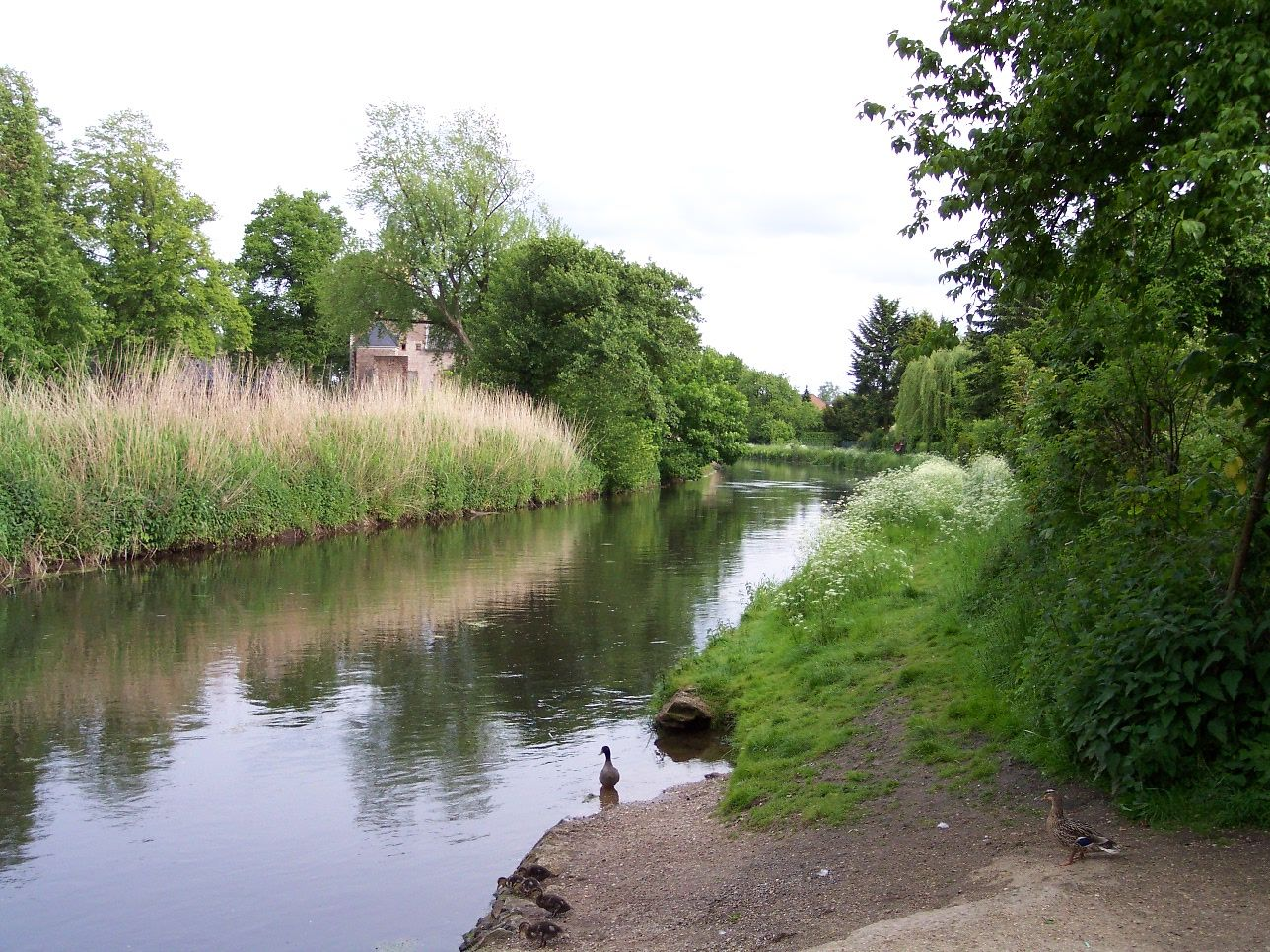
El Niers en Weeze

Las principales ciudades por las que pasa el río Niers son Mönchengladbach, Viersen, Wachtendonk, Geldern, Goch y Gennep. En sus orillas se construyeron 52 molinos de agua. 
Por la industrialización de los siglos XIX y XX, (particularmente las fábricas de Mönchengladbach, que derramaron sin remordimientos todos los residuos de taninos y colorantes de textil) la flora y la fauna tradicional desapareció y el río se transformó en una pequeña cloaca a cielo abierto. Desde finales del siglo XX, se construyeron estaciones de depuración y los residuos fueron controlados severamente. Despacio, la vida vuelve al río: el número y la diversidad de peces y de plantas va aumentando cada día. Hoy, el agua depurada forma la fuente principal del caudal, de la que se extraen unos 65 millones de metros cúbicos de agua potable para la región.

## Afluentes
El río tiene muchos afluentes y pequeños riachuelos. Los más importantes son: 
- Moorbeek
- Kendel
- Nette

| \| \| Afluentes del río Mosa en orden decreciente \| |                                             |
| Dieze - Niers - Swalm - Roer - Geleenbeek- Geul - Jeker - Voer - Berwijn - Julienne - Llègia - Ourthe - Hoyoux - Mehaigne - Samson -Sambre - Bocq - Burnot - Molignée - Lesse - Viroin - Semois - Río Bar - Kuer (Chiers) |                                             |
| Véase también : • Mosa • Francia • Bélgica • Países Bajos |                                             |
| | Afluentes del río Mosa en orden decreciente |